# Кајова (Канзас)
Кајова (енгл. Kiowa) град је у америчкој савезној држави Канзас.

## Демографија
По попису из 2010. године број становника је 1.026, што је 29 (-2,7%) становника мање него 2000. године.
| Група             | 2000.       | 2010.       |
| Белци             | 989 (93,7%) | 956 (93,2%) |
| Афроамериканци    | 3 (0,3%)    | 2 (0,2%)    |
| Азијати           | 0 (0,0%)    | 2 (0,2%)    |
| Хиспаноамериканци | 45 (4,3%)   | 42 (4,1%)   |
| Укупно            | 1.055       | 1.026       |